# فرهنگ در برونئی

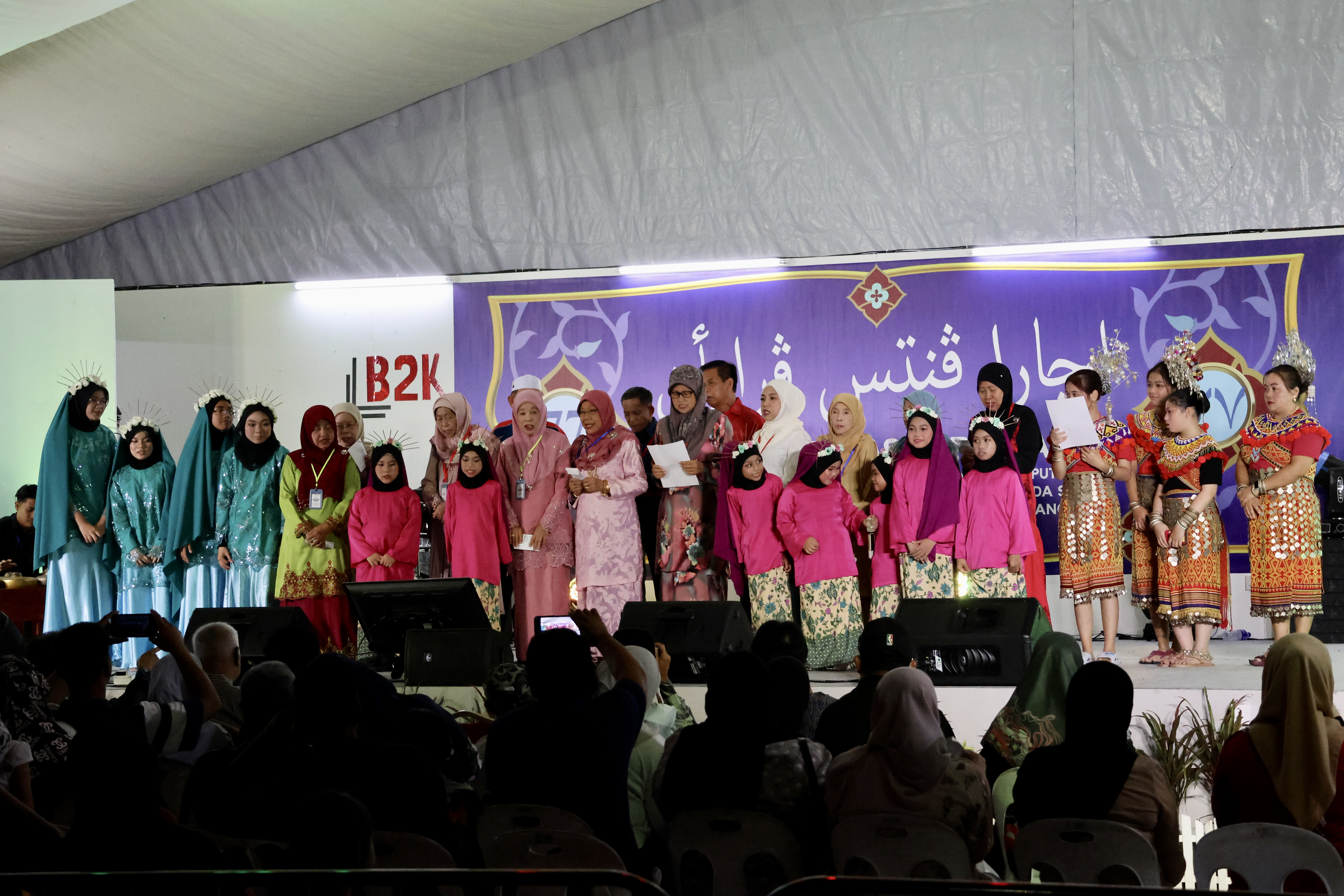
ساکنان توتونگ در حین اجرا در سال ۲۰۲۳.

فرهنگ در برونئی به شدت تحت تأثیر فرهنگ مالایی و اسلام است. این فرهنگ همچنین تحت تأثیر ساختار جمعیتی کشور می‌باشد: بیش از دو سوم جمعیت برونئی را مالایی‌ها و بقیه را چینی‌ها، هندی‌ها و گروه‌های بومی مانند موروت‌ها، بیسایا برونئی، برونئی دوسون و کدایی‌ها تشکیل می‌دهند. در حالی که مالایی استاندارد زبان رسمی برونئی است، زبان‌هایی مانند مالایی برونئی و انگلیسی بیشتر صحبت می‌شود.

## زبان

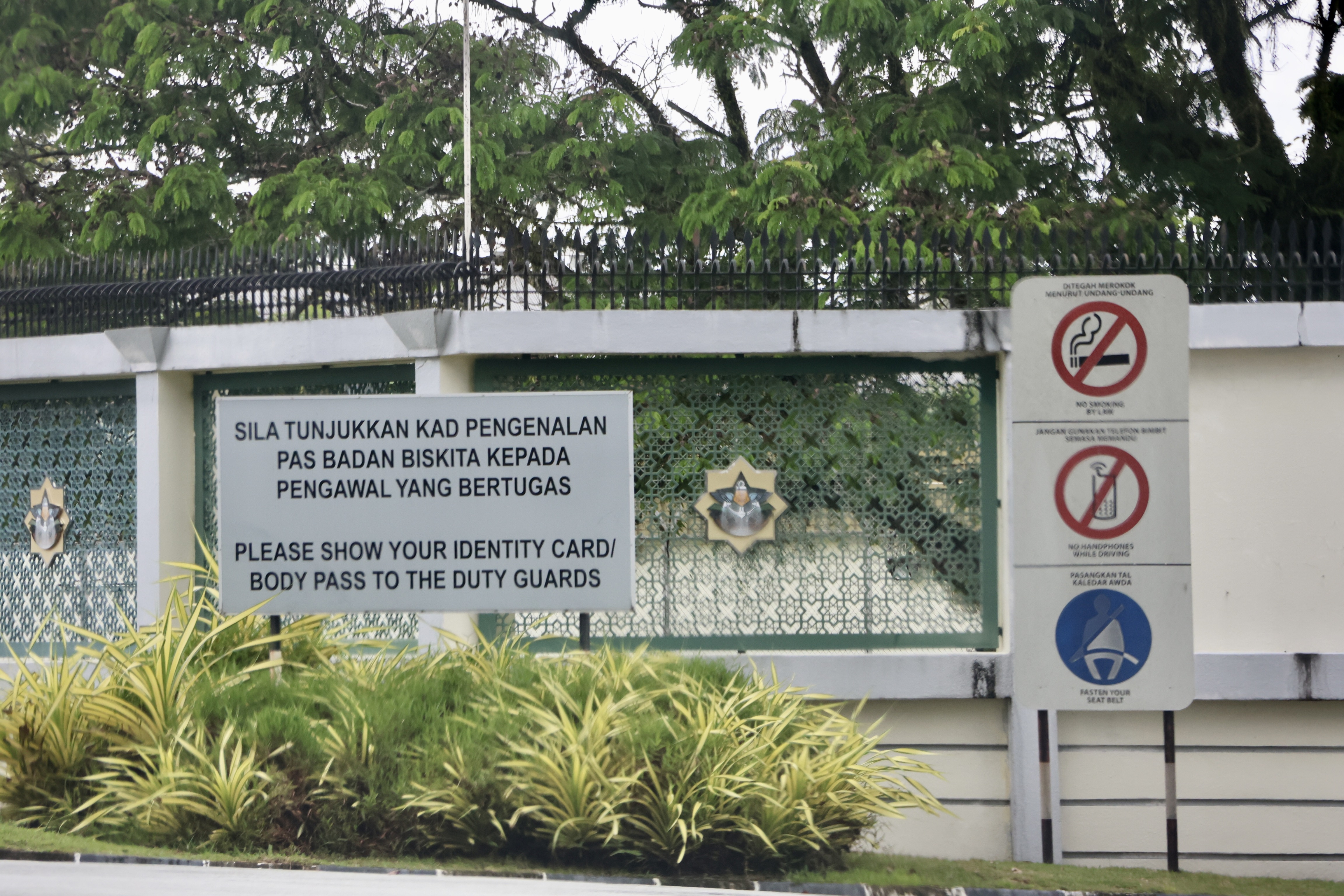
تابلویی با دستورالعمل‌های انگلیسی و مالایی.

مالایی مالزیایی، زبانی که توسط قوم مالایی‌ها صحبت می‌شود، که بیش از ۶۵ درصد از جمعیت برونئی را تشکیل می‌دهند، زبان رسمی این کشور برونئی است. با این حال، رایج‌ترین زبان در برونئی مالایی برونئی است که در زمینه‌هایی مانند تلفظ، واژگان و نحو تفاوت زیادی با مالایی استاندارد دارد. علاوه بر این، بسیاری از گویش‌های مالایی دیگر نیز وجود دارد که توسط جوامع بومی صحبت می‌شود، مانند دایاک و ایبان. استفاده از چنین لهجه‌های مالایی به دلیل همسان‌سازی چنین فرهنگ قومی با فرهنگ اصلی رو به کاهش بوده است. برخی از انواع این گویش‌ها در خطر انقراض هستند.
زبان انگلیسی نیز در برونئی استفاده می‌شود. این زبان در هر دو سطح ابتدایی و متوسطه در مدارس برونئی تدریس می‌شود و اغلب در تابلوهای خیابان در سراسر کشور دیده می‌شود. چینی ماندارین، زبانی که توسط جامعه اقلیت قابل توجه چینی استفاده می‌شود، نیز به‌طور گسترده در برونئی استفاده می‌شود. اگرچه به‌طور رسمی به رسمیت شناخته نشده است، اما این زبان در برخی از مدارس چینی و به عنوان یک درس انتخابی در دانشگاه دولتی برونئی دارالسلام تدریس می‌شود. گویش‌های چینی مانند هوکین معمولاً در جامعه چینی صحبت می‌شوند، اگرچه استفاده از آنها رو به کاهش است زیرا نسل جوان چینی ماندارین را به قیمت لهجه‌ها انتخاب می‌کنند.

## هنرها
برونئی کشوری در جنوب شرقی آسیا است که در بورنئو بین ایالت‌های صباح و ساراواک که بخشی از مالزی هستند، واقع شده است. طیف گسترده‌ای از موسیقی محلی بومی و رقص وجود دارد. برونئی با کشورهای آسیای جنوب شرقی مانند مالزی، سنگاپور، اندونزی، تایلند و فیلیپین دارای چشم‌اندازها و پیوندهای فرهنگی است. نفوذ قوی اسلامی به این معنی است که اجرای رقص و موسیقی تا حدودی محدود شده است.
آدای - آدای یک آهنگ کار گروهی است که توسط ماهیگیران هنگام ماهیگیری خوانده می‌شود. همچنین یکی دیگر از رقص‌های محلی با لباس سفید است که در جشنواره‌های متعدد معمولاً توسط سه مرد و سه زن اجرا می‌شود.

## دین

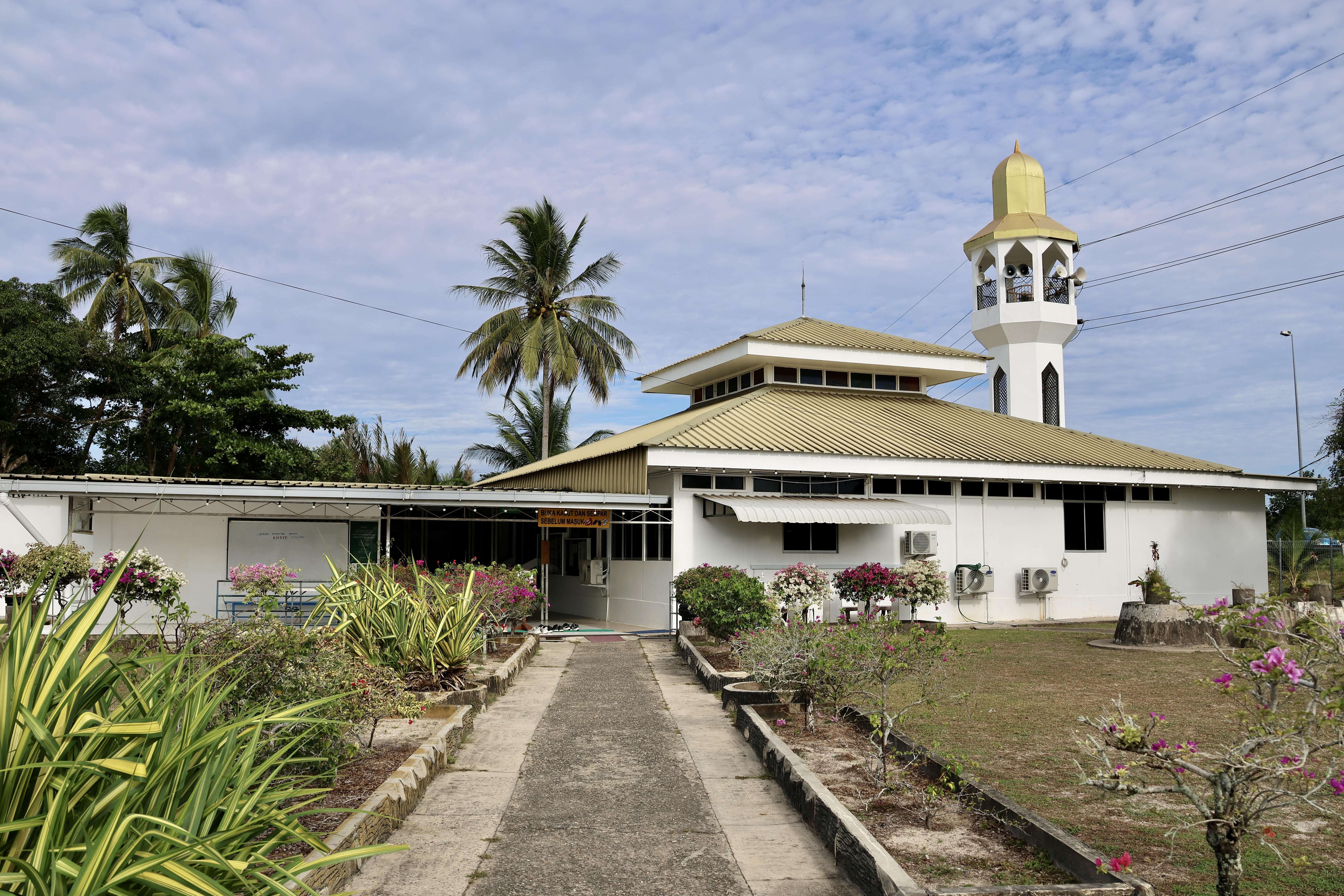
مسجد کامپونگ تلیسای

اسلام دین رسمی برونئی است. مسلمانان بیش از ۷۸ درصد جمعیت این کشور را تشکیل می‌دهند. در قانون اساسی برونئی آمده است که «مذهب برونئی دارالسلام مذهب شافعی مذهب مسلمان خواهد بود»، اگرچه آزادی مذهبی را نیز به صورت محدود تضمین می‌کند. پادشاه حاکم به عنوان مدافع اسلام در کشور تحت سیستمی به نام سلطنت اسلامی مالایی نشان داده می‌شود حالی که وزارت امور مذهبی ایالت رسماً اسلام را در برونئی ترویج می‌کند.
در سال ۲۰۱۴، برونئی قانون شریعت اسلام را مورد بحث قرار داد و اولین کشور آسیای جنوب شرقی شد که این کار را انجام داد. در برونئی این قوانین برای غیر مسلمانان نیز اعمال می‌شود و البته توسط سازمان‌های بین‌المللی مانند سازمان ملل متحد و عفو بین‌الملل مورد انتقاد قرار گرفته است. قبل از معرفی قانون شریعت، برونئی قوانینی با انگیزه مذهبی مانند ممنوعیت فروش مشروبات الکلی در این کشور تصویب کرده بود.
در برونئی مسیحیان و بودایی‌ها بیشترین نسبت غیر مسلمانان را تشکیل می‌دهند. اگر چه چندین کلیسای مسیحی، معابد بودایی یا دائوئیست چینی و معبد هندو وجود دارد، اما عبادتگاه‌های غیرمسلمان اجازه ندارند علائم قابل مشاهده دین خود را در خارج از محوطه خودشان به نمایش بگذارند. همچنین این ادیان مجاز به تبلیغ دینی یا تلاش برای تبدیل دیگران به ایمان خود نیستند. ازدواج زن غیرمسلمان با مسلمان طبق قانون مجاز نیست و قبل از ازدواج موظف است مسلمان شود.

## آشپزی
برونئی دارای غذاهایی با سنت‌های برونئی است. این غذا شبیه به غذاهای کشورهای همسایه مالزی، سنگاپور و اندونزی، با تأثیرات اضافی از هند، چین، تایلند و ژاپن است و به شدت تحت تأثیر آن است. همان‌طور که در این منطقه معمول است، ماهی و برنج غذاهای اصلی هستند، البته گوشت گاو گران است و بنابراین کمتر رایج است. به دلیل غلبه دین اسلام، غذا حلال است و از گوشت خوک پرهیز می‌شود. مشروبات الکلی در برونئی ممنوع است. در مناطق روستایی حیوانات شکاری مانند پرندگان وحشی، گوزن سامبر و گوزن پارس شکار می‌شوند.

## ورزش

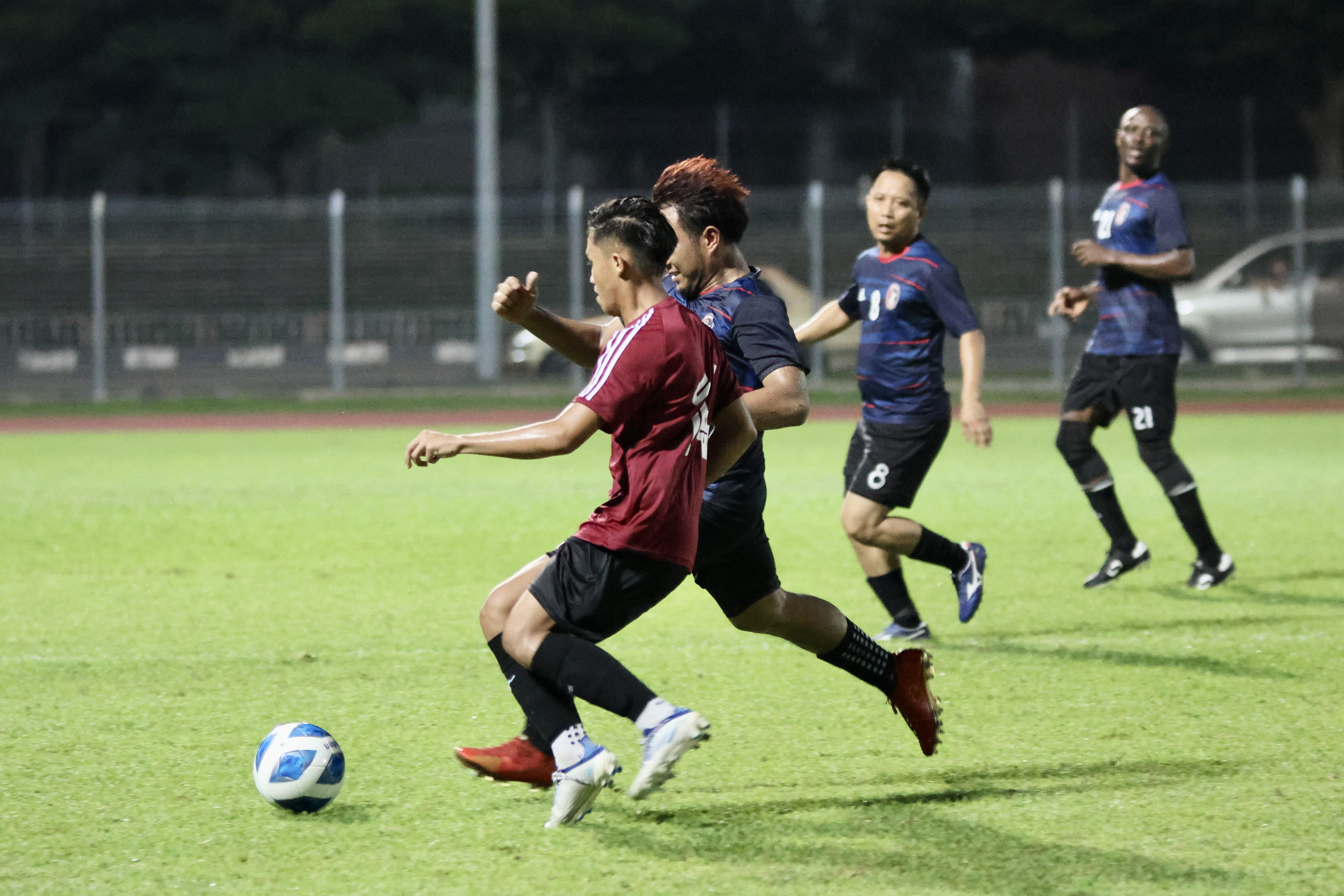
یک مسابقه فوتبال که در سوپر لیگ برونئی ۲۰۲۳ برگزار می‌شود.

فوتبال یک ورزش بسیار محبوب در برونئی است.
ورزشکاران برونئی در عرصه جهانی در مسابقاتی مانند بازی‌های المپیک، بازی‌های کشورهای مشترک‌المنافع و بازی‌های جنوب شرق آسیا شرکت کرده‌اند. در بازی‌های المپیک ۱۹۹۶، ۲۰۰۰و ۲۰۰۴، برونئی یک ورزشکار را اعزام کرد، در حالی که در بازی‌های المپیک تابستانی ۲۰۱۲ لندن، دو ورزشکار از جمله اولین نماینده زن المپیک خود را اعزام کرد. اگرچه از سال ۱۹۹۰ ورزشکاران را به بازی‌های مشترک المنافع فرستاده است، ورزشکاران برونئی هنوز هیچ مدالی در این بازی‌ها کسب نکرده‌اند. برونئی میزبان بازی‌های آسیای جنوب شرقی ۱۹۹۹ بوده است.

## نمادها، پرچم‌ها و نشان‌ها
نشان برونئی یک نماد ملی است که بر روی پرچم برونئی نیز نقش بسته است. این نماد در سال ۱۹۴۰ به تصویب رسید. پنج جزء اصلی در نشان ملی برونئی وجود دارد: پرچم، چتر سلطنتی (چتر تشریفاتی)، بال‌ها، دست‌ها و هلال.
پرچم برونئی دارای یک نشان مرکزی برونئی بر روی یک میدان زرد رنگ است که توسط نوارهای مورب سیاه و سفید (متوازی الاضلاع در یک زاویه) بریده شده است. میدان زرد نشان دهنده سلطان برونئی است. تاج قرمز از یک هلال رو به بالا تشکیل شده است که با یک چتر آفتابی به هم وصل شده و دست‌ها در طرفین قرار دارند.